# Église Saint-Gratien de Saint-Gratien (Val-d'Oise)
Ne doit pas être confondue avec l'église Saint-Gratien située à Saint-Gratien (Somme).
L'église Saint-Gratien est l'église paroissiale de la ville de Saint-Gratien (Val-d'Oise) au nord-ouest de Paris. Elle dépend du doyenné d'Enghien du diocèse de Pontoise. L'église est consacrée à Gratien d'Amiens, converti d'une famille sénatoriale devenu berger, martyrisé en l'an 303. 

## Histoire
L'église actuelle remplace une église du XIIIe siècle, agrandie au XVe siècle, qui menaçait de s'écrouler. Elle a été construite grâce à la générosité de la princesse Mathilde, nièce de Napoléon Ier et cousine de Napoléon III, qui possédait un château à Saint-Gratien. Bâtie selon les dessins de Léon Ohnet, elle est consacrée le 23 mai 1859, en présence de la princesse. Celle-ci s'y est fait enterrer en janvier 1904 dans la petite chapelle de droite. Un petit buste la représente.
Aujourd'hui l'église Saint-Gratien fait partie d'un regroupement de paroisses avec la chapelle Saint-Paul de la cité des Raguenets, celle de Saint-Ferdinand d'Argenteuil, et celle de Saint-Joseph d'Enghien. Elle est tenue actuellement par des prêtres de la Fraternité missionnaire pour la ville. L'église est côtoyée par des grands ensembles.

## Description
L'église néo-gothique, qui n'est pas orientée (elle est tournée vers l'ouest), présente un clocher-porche coiffé d'une flèche d'ardoises, une nef unique et deux petites chapelles formant une ébauche de transept. Celle de gauche abrite le sarcophage du maréchal de Catinat, seigneur de Saint-Gratien (1637-1712), et de sa petite-nièce Marie-Renée, marquise de Lamoignon, morte en 1779. Les dalles de marbre sont classées aux monuments historiques à titre d'objet en 1902, ainsi que le sarcophage, en 1911.
Les vitraux sont l'œuvre des frères Haussaire, maîtres-verriers à Reims. Datant de 1897, ils représentent dans le chœur des saints sous les traits des donateurs de l'époque. Seuls les deux vitraux de la chapelle de la Vierge datent de 1861 ; ils figurent l'Annonciation.

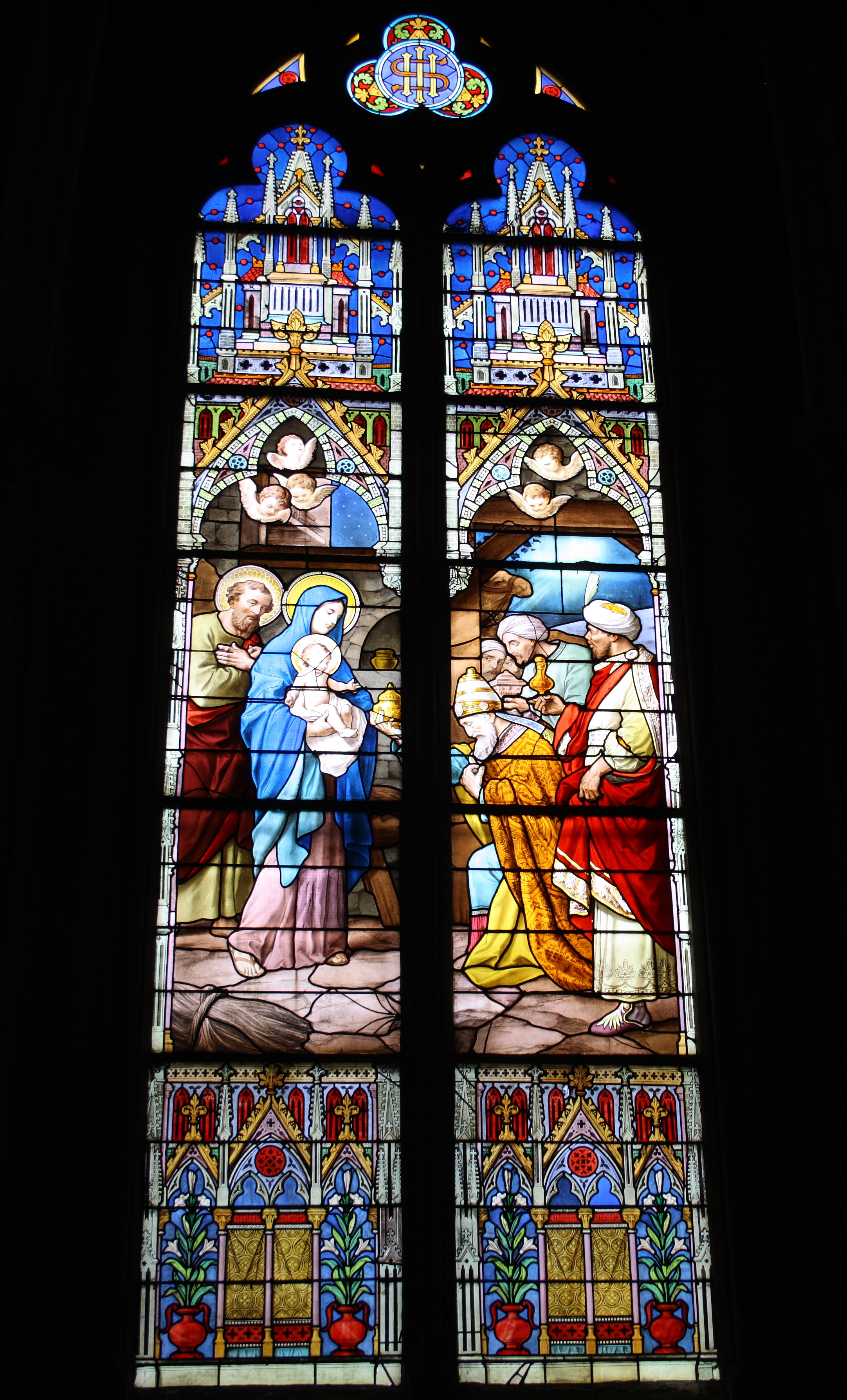
Vitrail central du chœur l'Adoration des mages.
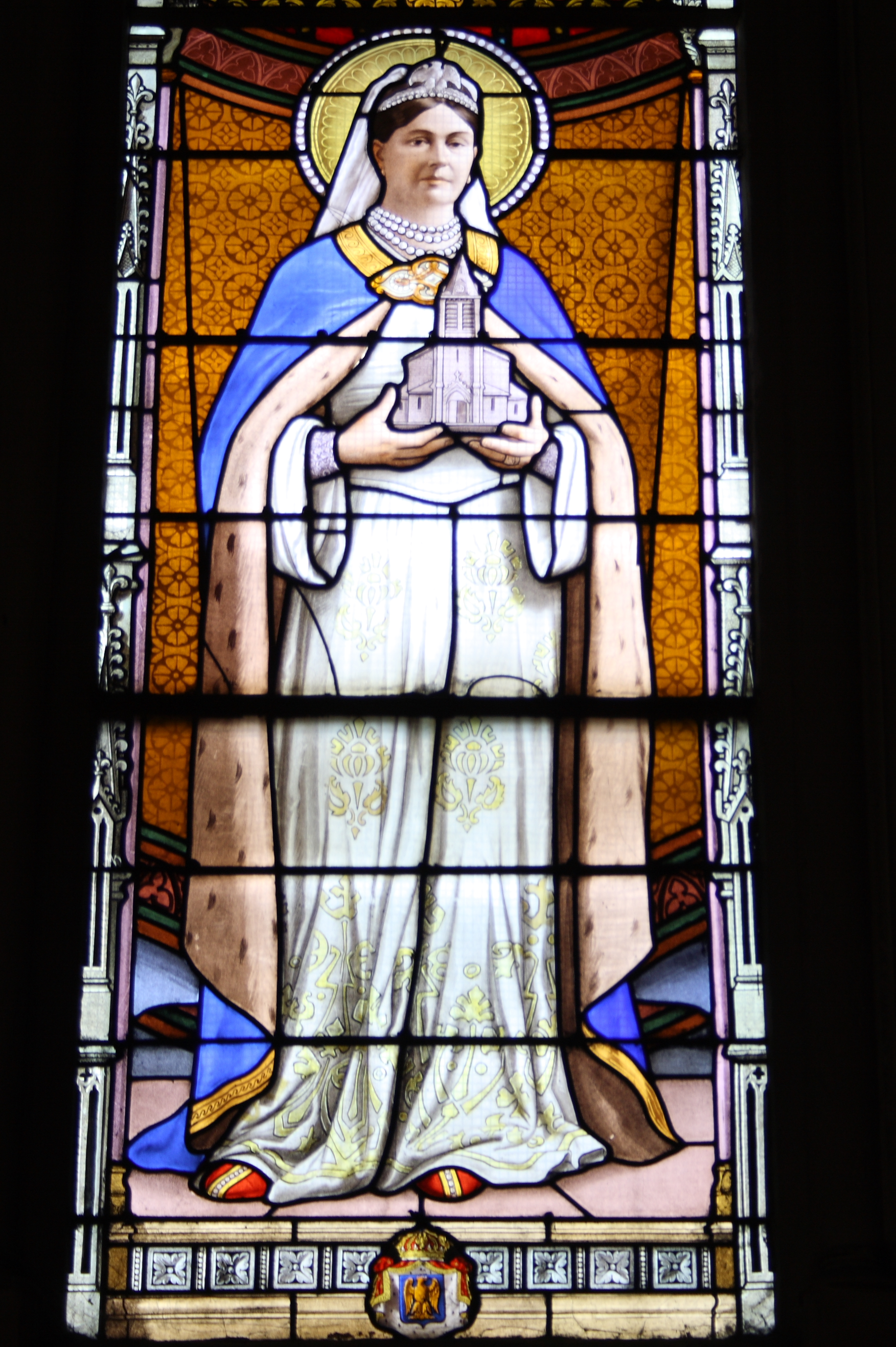
Vitrail représentant sainte Mathilde sous les traits de la princesse Mathilde.
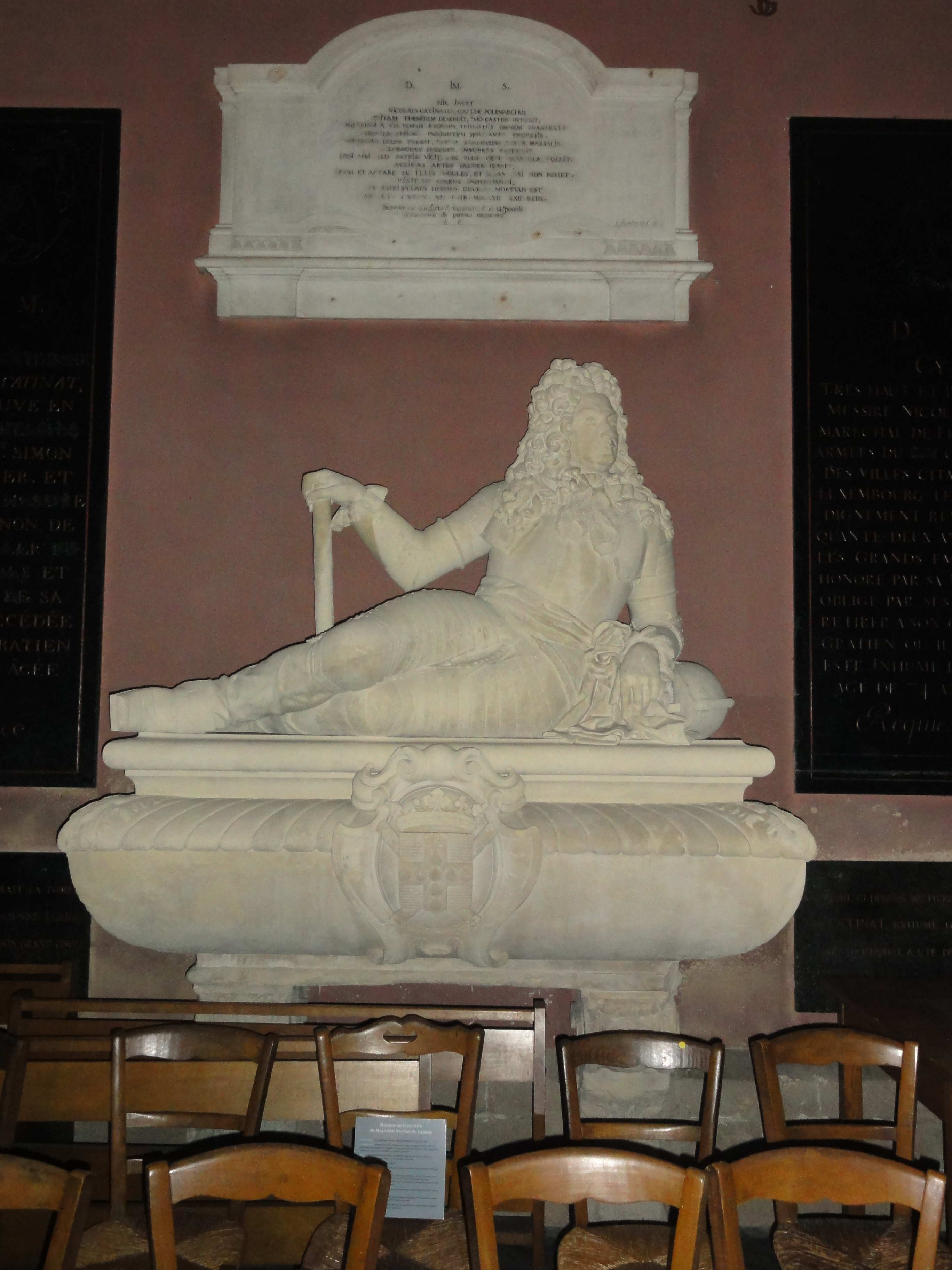
Tombeau-sarcophage du maréchal de Catinat inscrit aux MH.
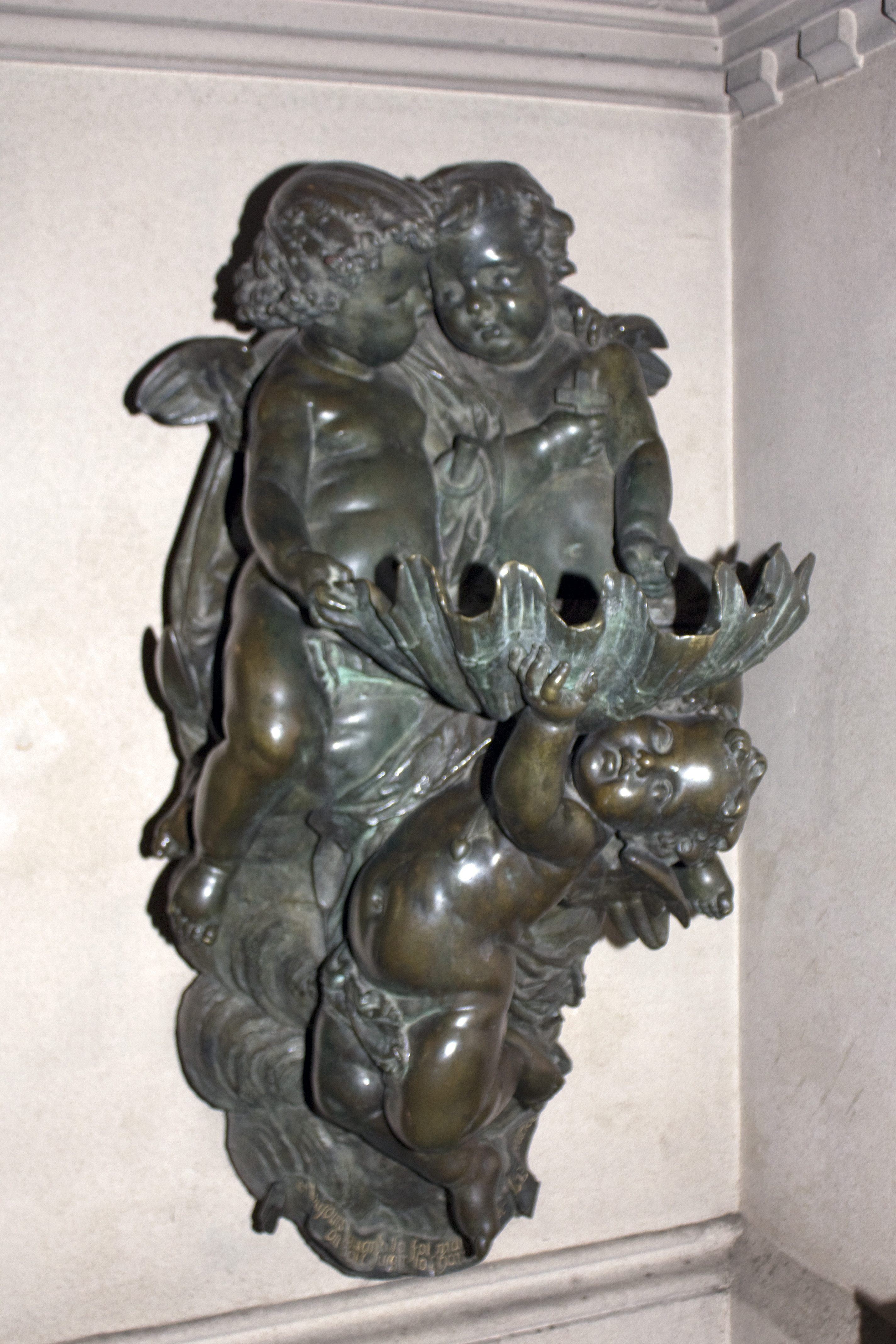
Bénitier en bronze représentant les trois vertus théologales sous forme d'angelots, inscrit aux MH
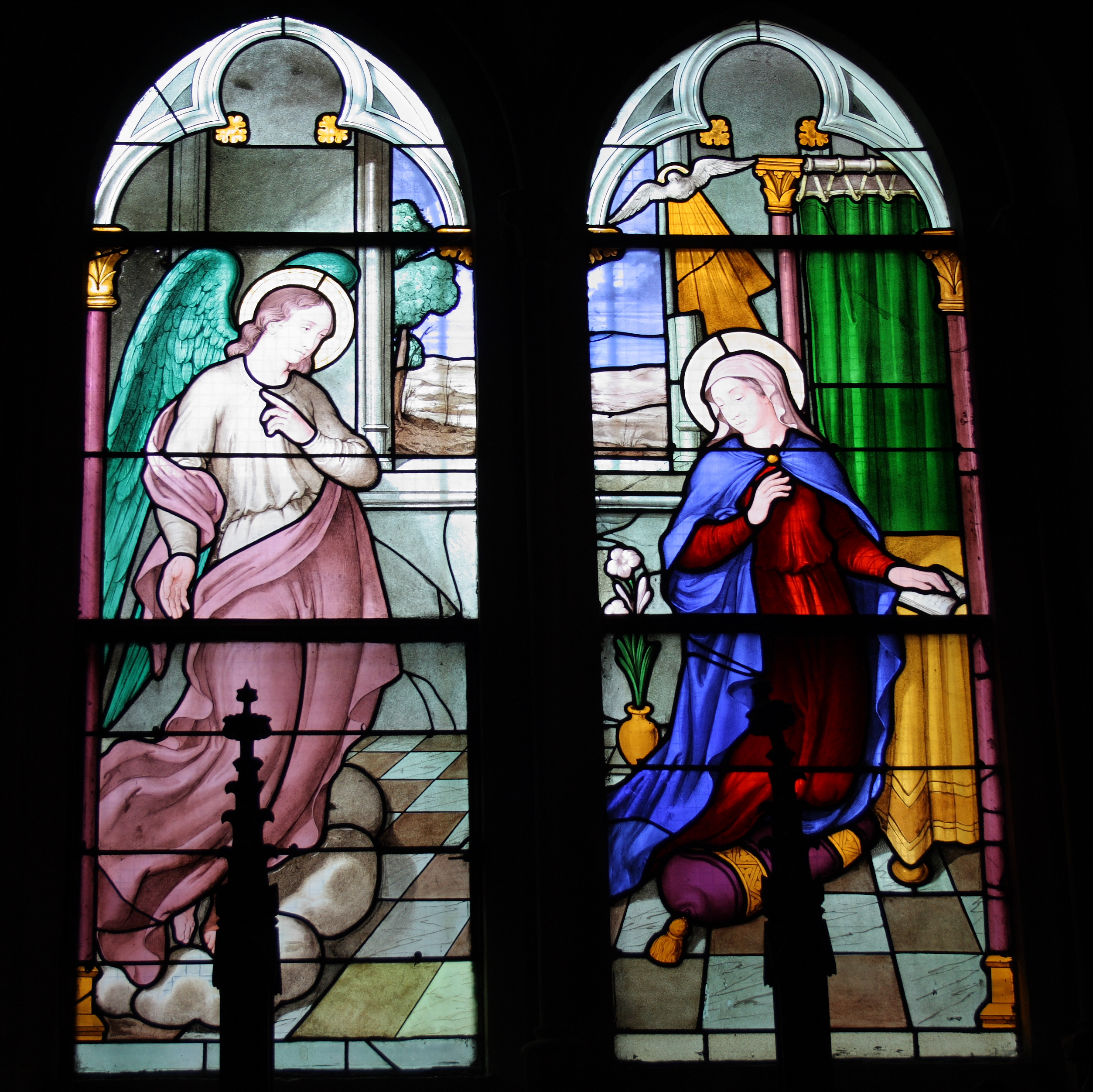
Vitraux de l'Annonciation (1861)